# Кампел (Белуно)
Кампел (итал. Campel) је насеље у Италији у округу Белуно, региону Венето.
Према процени из 2011. у насељу је живело 14 становника. Насеље се налази на надморској висини од 614 м.